# Megadisastri
Megadisastri (Megadisasters) è un programma documentaristico e scientifico andato originariamente in onda negli Stati Uniti d'America dal 23 maggio 2006 al 22 luglio 2008 su The History Channel. In Italia, invece, va in onda su Focus nel 2012. È prodotto dalla A&E Television Networks.

## Trama
Ispirato dallo tsunami del 2004 nell'Oceano Indiano e dall'Uragano Katrina, il programma esplora i disastri, indaga e cerca di rilevare i potenziali pericoli per città, stati e continenti. Vengono esplorate tre tipi generali di minacce: quelle geologiche, meteorologiche e cosmiche.

## Episodi

### Prima stagione
| N° | #  | Titolo originale            | Titolo italiano               |
| -- | -- | --------------------------- | ----------------------------- |
| 1  | 1  | West Coast Tsunami          | Allarme Mega-tsunami          |
| 2  | 2  | Tornado Alley Twister       | La furia del tornado          |
| 3  | 3  | New York City Hurricane     | L'apocalisse su New York      |
| 4  | 4  | Asteroid Apocalypse         | Minaccia Asteroide            |
| 5  | 5  | Earthquake in the Heartland | Terremoto nel midwest         |
| 6  | 6  | American Volcano            | Il vulcano di yellowstone     |
| 7  | 7  | Windy City Tornado          | Tornado:La fine di chicago?   |
| 8  | 8  | East Coast Tsunami          | Mega-tsunami nell'Atlantico   |
| 9  | 9  | Mega Freeze                 | Una bomba di ghiaccio         |
| 10 | 10 | California's Katrina        | Disastro in California        |
| 11 | 11 | San Francisco Earthquake    | L'apocalisse su San Francisco |
| 12 | 12 | Yellowstone Eruption        |                               |
| 13 | 13 | Firestorm                   |                               |

### Seconda stagione
| N° | #  | Titolo originale    | Titolo italiano                          |
| -- | -- | ------------------- | ---------------------------------------- |
| 1  | 14 | Comet Catastrophe   | Cometa: La catastrofe finale             |
| 2  | 15 | Krakatoa's Revenge  | La vendetta del Krakatoa                 |
| 3  | 16 | Gamma Ray Burst     | Apocalisse raggi gamma                   |
| 4  | 17 | Glacier Meltdown    | Il grande scioglimento                   |
| 6  | 18 | Methane Explosion   | Metano: minaccia imminente               |
| 5  | 19 | Hawaii Apocalypse   | Vulcani hawaiani                         |
| 7  | 20 | Alien Infection     | Malattie aliene                          |
| 8  | 21 | New York Earthquake | Mega terremoto a New York                |
| 9  | 22 | Mega Drought        | La mega Siccità                          |
| 10 | 23 | Super Swarms        | Locuste: Gli sciami del terrore          |
| 11 | 24 | Oil Apocalypse      | La fine del petrolio                     |
| 12 | 25 | L.A.'s Killer Quake | Il terremoto che distruggerà Los Angeles |
| 13 | 26 | The Next Pompeii?   | La Pompei del ventunesimo secolo         |

### Terza stagione
| N° | #  | Titolo originale               | Titolo italiano                      |
| -- | -- | ------------------------------ | ------------------------------------ |
| 1  | 27 | Hypercane                      | Iper uragani                         |
| 2  | 28 | Mega Tsunami                   | Mega Tsunami                         |
| 3  | 29 | Noah's Great Flood             | Il diluvio universale                |
| 4  | 30 | Comet Storm                    | Le comete che hanno distrutto Clovis |
| 5  | 31 | Volcanic glaciation            | Glaciazione vulcanica                |
| 6  | 32 | Dam Break                      | Dighe: pericolo invisibile           |
| 7  | 33 | Glow Train Catastrophe         | Carico ad alto rischio               |
| 8  | 34 | Airborne Attack                | Attacco batteriologico               |
| 9  | 35 | Deadly Jet Collision           | Il disastro aereo di Tenerife        |
| 10 | 36 | Atlantis Apocalypse            | Il mistero di Atlantide Comet Storm  |
| 11 | 37 | Toxic Cloud                    | Nube tossica                         |
| 12 | 38 | Prehistoric English Superflood | La mega inondazione                  |